# Akaki (Cypr)
Akaki (gr. Ακάκι) – wieś w Republice Cypryjskiej, w dystrykcie Nikozja. W 2011 roku liczyła 3003 mieszkańców.
W Akaki znajdują się pozostałości rezydencji z czasów rzymskich, odkryte w 1938 r. W latach 2013–2016 przeprowadzono tu badania archeologiczne, w wyniku których odkryto mozaikę o rozmiarach 11 x 4 m, datowaną na IV w. n.e., przedstawiającą sceny z wyścigu rydwanów na hipodromie, jedną z dziewięciu znanych mozaik o tej tematyce z czasów rzymskich.